# مورسبرون-ل-بن
مورسبرون-ل-بن (به فرانسوی: Morsbronn-les-Bains) یک کمون در فرانسه با جمعیت ۵۷۲ نفر است که در Canton of Wœrth واقع شده‌است.